# Brooke Denesik
Brooke Gabrielle Denesik (* 6. November 1996 in Anthem, Arizona) ist eine US-amerikanische Fußballspielerin. Sie ist seit Juni 2024 Vertragsspielerin des Tampa Bay Sun FC, der ab August in der USL Super League, eine professionelle US-Frauenfußballliga, an den Start gehen wird.

## Karriere
Denesik kam an der in ihrem Geburtsort ansässigen Boulder Creek High School das erste Mal mit Fußball in Berührung. 
Mit der Aufnahme eines Studiums an der Texas Tech University in Lubbock im Jahr 2015, kam sie für das Sport-Team der Bildungseinrichtung, die Red Raiders bis zum Ende der Spielzeit 2018 in 81 Meisterschaftsspielen in der Big 12 Conference zum Einsatz und erzielte ein Tor.
Im Jahr 2019 nach Kasachstan gelangt, spielte sie dort bis zum Jahresende 2021 für den in Schymkent ansässigen Verein BIIK Kazygurt, mit dem sie dreimal die nationale Meisterschaft errang. Mit diesen Erfolgen nahm sie mit ihrer Mannschaft auch dreimal in Folge am Wettbewerb der Champions League teil. Bei der ersten Teilnahme kam sie in zwei Spielen der Qualifikationsgruppe 6 und in vier Spielen der Finalrunde zum Einsatz sowie in vier in der Finalrunde 2020/21 und zwei über dem Champions-Weg der 1. Qualifikationsrunde 2021/22.
Am 18. Januar 2022 wurde sie gemeinsam mit Kaitlyn Parcell als Neuzugang des Zweitligisten MSV Duisburg vorgestellt. Ihr Pflichtspieldebüt für ihren neuen Verein gab sie am 27. November 2022 (8. Spieltag) beim 1:0-Sieg im Bundesliga-Heimspiel gegen den SV Meppen mit Einwechslung für Vanessa Fürst in der 79. Minute. Vom 3. Dezember 2022 bis zum 28. Mai 2023 wurde sie in zwölf aufeinander folgenden Spieltagen bis zum Saisonausklang eingesetzt. Nachdem Denesik in der Saison 2023/24 große Teile der Hinrunde aus persönlichen Gründen verpasst hatte, wurde der Vertrag mit dem MSV Duisburg zum Ende des Jahres 2023 im Einvernehmen aufgelöst.
Während ihrer Zeit in Dänemark bestritt sie vom 16. März bis zum 15. Juni 2024 acht Punktspiele für die Frauenfußballabteilung des Aalborg BK in der 1. Division, die zweithöchste Spielklasse im dänischen Frauenfußball.
Der in der USL Super League vertretene und in Tampa im US-Bundesstaat Florida ansässige Tampa Bay Sun FC hat die Spielerin am 12. Juni 2024 als Verstärkung für die Abwehr verpflichtet.

## Erfolge
- Kasachischer Meister 2019, 2020, 2021
  - verbunden mit der dreimaligen Teilnahme an der UEFA Women’s Champions League